# خالد الكركي
خالد عبد العزيز سليمان الكركي هو كاتب وأديب وشاعر وسياسي أردني ولد في 10 يونيو 1946 في قرية العدنانية الواقعة في محافظة الكرك جنوب الأردن. يشغل الدكتور خالد الكركي حاليا منصب رئيس مجمع اللغة العربية الأردني. زوجته الأديبة إنصاف قلعجي.

## المؤهلات العلمية
- بكالوريوس لغة عربية من الجامعة الأردنية، 1969.
- ماجستير لغة عربية وآدابها من الجامعة الأردنية، 1977.
- دكتوراة في الفلسفة من جامعة كمبردج في بريطانيا، 1980.

## السيرة العملية
- رئيس الجامعة الأردنية.
- معلم في وزارة التربية والتعليم الأردنية.
- عضو هيئة تدريسية في كلية الآداب - الجامعة الأردنية.
- محرر مجلة دراسات عمادة البحث العلمي في الجامعة الأردنية.
- مساعد عميد كلية الآداب للشؤون الثقافة والإدارية.
- رئيس تحرير المجلة الثقافية - الجامعة الأردنية.
- رئيس رابطة الكتاب الأردنيين (1985-1987).
- عضو اللجنة الاستشارية لوزارة الثقافة والتراث القومي (1988).
- عميد كلية شؤون الطلبة - الجامعة الأردنية.
- وزير الثقافة (12/1989-1/1991).
- وزير الثقافة والشباب (1/1991- 6/1991).
- وزير الإعلام والثقافة (6/1991- 10/1991).
- وزير الثقافة والتعليم العالي (10/1991- 11/1991).
- رئيس الديوان الملكي الأردني (لمدة تزيد عن عشرين شهرا خلال التسعينات).
- مستشار سياسي لجلالة الملك الحسين بن طلال - ملك المملكة الأردنية الهاشمية (خلال التسعينات من القرن الماضي).
- نائب رئيس الوزراء ووزيرا للاعلام (1/1995-2/1996).
- رئيس مجلس إدارة المؤسسة الصحفية الأردنية - جريدة الرأي (1999).
- نائب رئيس مجلس أمناء مؤسسة آل البيت للفكر الإسلامي (2000 - حتى تاريخه).
- عضو هيئة تدريسية كلية الآداب - جامعة البنات الأردنية الخاصة.
- رئيس جامعة جرش الأهلية.
- رئيس الجامعة الأردنية (5/2007 - 7/2010).
- نائب رئيس مجمع اللغة العربية الأردني.
- نائبا لرئيس الوزراء وزيراً للتربية والتعليم (7/2010 - 1/2011).
- رئيس الديوان الملكي الأردني (3/2011) إلى (25\10\2011)
- عضو في مجلس الأعيان الأردني (25\10\2011 إلى تاريخه).
- رئيس مجمع اللغة العربية الأردني.[2]

## العضويات النقابية والروابط الثقافية
- عضو في المكتب الدائم للرابطة العربية للادب المقارن الجزائر (1984)
- عضو المجمع الملكي لبحوث الحضارة الإسلامية - مؤسسة آل البيت (2000- تاريخه)
- عضو مجمع اللغة العربية الأردني
- عضو رابطة الكتاب الأردنيين

## المؤلفات

### الكتب المنشورة (دراسات أدبية ونقدية)
- الرواية في الأردن، منشورات شقير وعكشه، 1985
- الرموز التراثية العربية في الشعر العربي الحديث، دار الجيل، 1989
- الرموز القرآنية العربية في الشعر العربي الحديث، منشورات الجامعة الأردنية، 1990
- طه حسين روائيا، 1992
- حماسة الشهداء: رؤية الشهادة والشهيد في الشعر العربي الحديث، المؤسسة العربية للدراسات والنشر،1998
- الصائح المحكي: صورة المتنبي في الشعر العربي الحديث، المؤسسة العربية للدراسات والنشر، 1999
- قراءات في الثقافة والسلطة والأعلام
- منازل الأرجوان: الشهداء القادة في الإسلام، المؤسسة العربية للدراسات والنشر، 2002
- ورد ورمـاح: قراءات في البطولة، المؤسسة العربية للدراسات والنشر، 2005
- الرونق العجيب: قراءة في شعر المتنبي، المؤسسة العربية للدراسات والنشر، 2008

### نصوص أدبية منشورة
- أوراق عربية - مقالات، المؤسسة الصحفية الأردنية، 1991.
- من دفاتر الوطن، المؤسسة العربية للدراسات والنشر
- سنوات الصبر والرضا - سيرة، المؤسسة العربية للدراسات والنشر.
- دم المدائن والقصيدة: هواجس عربية، المؤسسة العربية للدراسات والنشر.
- بغداد : لا غالب إلا الله - مقالات، المؤسسة العربية للدراسات والنشر، 2003.
- تحولات الرجل اليماني، المؤسسة العربية للدراسات والنشر، 2004.
- مقام الياسمين - نصوص، المؤسسة العربية للدراسات والنشر، 2005.
- بكى صاحبي لمـا: نصوص مؤابية، المؤسسة العربية للدراسات والنشر، 2006
- رجع الصهيل - شعر، المؤسسة العربية للدراسات والنشر، 2007.

## الأوسمة
- وسام الحسين للعطاء المميز من الدرجة الأولى، عام 2004.[3]